# Tetyń
Tetyń [ˈtɛtɨɲ] là một ngôi làng thuộc khu hành chính của Gmina Kozielice, thuộc hạt Pyrzyce, West Pomeranian Voivodeship, ở phía tây bắc Ba Lan. Nó nằm khoảng 14 kilômét (9 mi) phía tây nam Pyrzyce và 45 km (28 mi) phía nam thủ đô khu vực Szczecin.
Trước năm 1945, khu vực này là một phần của Đức. Đối với lịch sử của khu vực, xem Lịch sử của Pomerania.